# Mount John Laurie

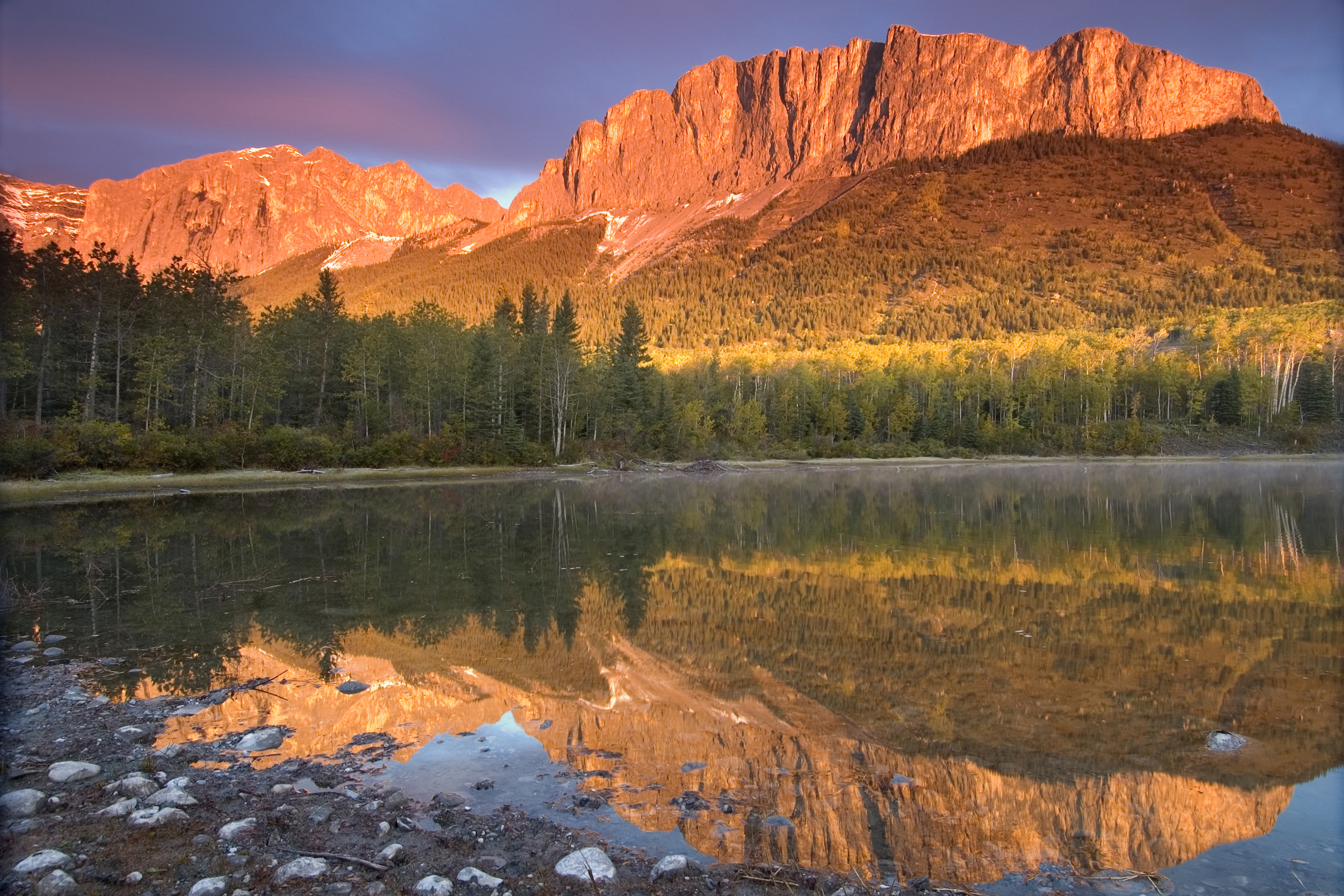
Mount John Laurie

Mount John Laurie (sau Mount Laurie, Mount Yamnuska) este un munte cu altitudinea de 2,240 m din masivul Munții Stâncoși din provincia Alberta, Canada.
John Laurie a fost un fondator al Asociației indiene Alberta.
Muntele John Laurie este pe partea de nord a văii râului Bow (Bow Valley) care iese de la poalele munților și intră în preria din Alberta. Muntele este situat aproape de Calgary, el a devenit popular un "great scramble" pentru alpiniști și amatorii de drumeții, cu peste 100 de trasee de toate nivele de dificultate. 
Muntele este constituit din roci cu o vechime de 80 milioane, la baza masivului stâncos fiind grohotișuri.